# Battaglia di Morgarten
La battaglia di Morgarten fu combattuta alle falde del Morgarten il 15 novembre 1315 allorché un piccolo raggruppamento di fanti svizzeri inflisse una clamorosa sconfitta agli austriaci del duca Leopoldo I d'Asburgo, numericamente preponderanti. Morgarten fu una delle vittorie che segnarono la via all'indipendenza della Svizzera.
Secondo la tradizione, l'eroe elvetico Guglielmo Tell avrebbe partecipato alla battaglia a fianco dei Confederati.

## Storia

### Antefatti
Gli abitanti del Canton Svitto nei mesi precedenti avevano saccheggiato l'abbazia territoriale di Einsiedeln e il duca Leopoldo I, per chiudere la questione, decise di punire i confederati.

### Svolgimento
Gli svizzeri, 1300 uomini circa, dei cantoni di Uri e Svitto, comandati da Lothold, presero posizione dietro il villaggio di Schornen, mentre un gruppo di 50 uomini circa si appostò sull'altura di Mattligürsch.
Gli austriaci, forti del loro numero e della loro cavalleria pesante, avanzarono nella stretta tra il Mattligürsch e il lago di Ägeri, quando dal monte vennero colpiti da una pioggia di massi e tronchi, che gli svizzeri avevano appositamente preparato. Appena Lothold vide la cavalleria nemica scompigliata, inviò parte dei suoi uomini verso il monte e con il grosso delle sue forze attaccò.
La cavalleria austriaca non poté manovrare per la strettezza della valle e per le pesanti armature. Le lunghe alabarde degli svizzeri, che attaccarono in colonne compatte e sostenute insieme alle truppe scese dal Mattligürsch, misero in fuga la cavalleria austriaca, che travolse la propria fanteria. Le compatte colonne svizzere continuarono l'attacco, piegando ogni resistenza. Alle 9 del mattino, a meno di 2 ore dall'inizio dello scontro, la battaglia era già vinta.

## Perdite
1500 austriaci rimasero sul terreno, mentre gli svizzeri subirono  perdite minime, solo 14 uomini. Il duca Leopoldo si salvò a stento.

## Conseguenze

### Storia della Svizzera
Entro un mese dalla battaglia, nel dicembre del 1315, i Confederati rinnovarono il giuramento di alleanza stipulato nel 1291, dando inizio a un periodo di crescita all'interno della Confederazione. Nel marzo del 1316 l'imperatore Ludovico IV confermò i diritti e i privilegi dei Waldstätte. Tuttavia, Leopoldo preparò un altro attacco contro la Confederazione. In risposta, Svitto attaccò alcune terre asburgiche e Untervaldo marciò nell'Oberland Bernese. Nessuna delle due parti riuscì a prevalere sull'altra e nel 1318 i Waldstätte isolati negoziarono una tregua di dieci mesi con gli Asburgo, che fu prorogata più volte. Entro il 1323 i Waldstätte avevano stretto alleanze con Berna, e Svitto aveva firmato un'alleanza con il Glarona per proteggersi dagli Asburgo. Nel giro di 40 anni, anche città come Lucerna, Zugo e Zurigo si unirono alla Confederazione. La vittoria confederata garantì loro una virtuale autonomia e, per un certo periodo, una pace con gli Asburgo che durò fino alla Battaglia di Sempach del 1386.

### Storia militare
La battaglia fu significativa perché vide l'affermazione della fanteria armata di picche e alabarde su unità di cavalleria pesante, una situazione precedentemente sperimentata anche nella Battaglia degli speroni d'oro dell'11 luglio 1302.
L'arma effettivamente usata dai fantaccini confederati, stando alla cronaca di Mattia di Neuenburg degli anni 1350, era la jesa, oggi interpretata come forma primitiva dell'alabarda elvetica. Un secolo dopo circa, Conrad Justinger, nella Cronaca Bernese (1430) parla ormai espressamente di alabarde: «gli Svizzeri tenevano in mano armi micidiali, note in vernacolo come helnbarten, con le quali anche gli avversari meglio armati venivano fatti a pezzi come con una lama di rasoio: questa non era una 'battaglia', ma, per le ragioni sopra menzionate, per così dire una mera carneficina degli uomini del duca Leopoldo da parte di quegli abitanti delle montagne, come una mandria condotta al macello».
Nella valutazione dello storico militare John Guilmartin:
( John Guilmartin, Military technology, section "The infantry revolution, c. 1200–1500", in Encyclopædia Britannica, 2015.)
In qualche misura, Morgantern concorse a marcare l'inizio del declino della cavalleria pesante come elemento tattico decisivo, a vantaggio dei picchieri, che avrebbero dominato i campi di battaglia fino all'introduzione dei moschetti.

## Commemorazione della battaglia

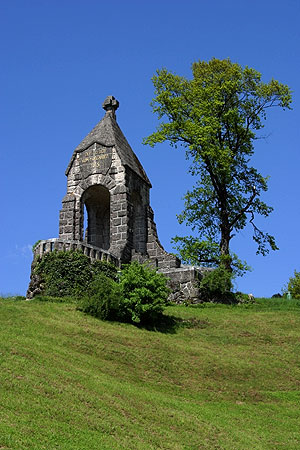
Il monumento alla battaglia.

In quanto primo successo militare della Confederazione, Morgarten divenne un importante punto fermo del patriottismo svizzero all'inizio dell'Età moderna. Le testimonianze di commemorazioni ufficiali della battaglia risalgono già al volgere del XIV secolo: Johanes von Winterthur, negli anni 1340, registrò la decisione di Svitto di tenere una commemorazione annuale. L'esistenza di una cappella sul luogo della battaglia è documentata dal 1501 e nel 1530 l'umanista svizzero Joachim Vadiano ipotizzò che la prima struttura potesse esser stata edificata l'indomani della battaglia, con il ricavato del bottino. La cappella attuale fu edificata nel 1604.
Nel 1822, la celebre poetessa britannica Felicia Hemans pubblicò una Song of The Battle of Morgarten.
Nel 1891, in occasione del 600° anniversario della Confederazione, si progettò d'erigere un nuovo monumento commemorativo: ci furono alcune controversie sulla collocazione appropriata (anche perché la "battaglia" fu un attacco a una colonna in marcia che s'estendeva per circa 2 km), con i cantoni di Svitto e Zugo che rivendicavano il sito della battaglia. Un monumento fu infine inaugurato nel 1908 sulla riva meridionale del lago di Ägeri, nel villaggio di Hauptsee del Canton Zugo che fu allora ribattezzato Morgarten, oggi parte del comune di Oberägeri. Le autorità di Svitto si rifiutarono di riconoscere un sito della battaglia al di fuori del loro territorio e non inviarono alcuna rappresentanza ufficiale alla cerimonia di inaugurazione del monumento.
Il 15 novembre di ogni anno sul luogo si svolge un tiro storico commemorativo della battaglia. Il concorso si svolge sulle distanze di 300 m per il tiro con il fucile d'ordinanza militare e a 50 m per il tiro con la pistola d'ordinanza militare (dal 2015, 60 metri). Nel 1915 fu organizzata una grande celebrazione per il 600° anniversario della battaglia, che si tenne in due luoghi diversi: la cappella e il monumento. Nel contesto del 650° anniversario del 1965, s'intrapresero iniziative per preservare il sito della battaglia. Furono raccolti fondi per il Canton Svitto che avrebbe acquistato terreni privati nella zona.

### Fonti
- (DE) Tschachtlanchronik, Berna, 1470.

### Studi
- (EN) Kelly DeVries, Infantry Warfare in the Early Fourteenth Century: Discipline, Tactics, and Technology, Boydell & Brewer Ltd, 1996, ISBN 0851155677.
- (EN) Frank N. Magill, Great Events from History: Ancient and The medieval Series, Volume 3:951–1500, 1972,  pp. 1603-1607, historiography.
- (EN) William Denison McCrackan, The rise of the Swiss republic: a history, H. Holt, 1901.
- (DE) Annina Michel, Die Schlacht am Morgarten. Geschichte und Mythos, Schweizerisches Jugendschriftenwerk, 2014, ISBN 978-3-7269-0654-2.
- (EN) Albert Winkler, The Battle of Morgarten in 1315: An Essential Incident in the Founding of the Swiss State, in Swiss American Historical Society Review, vol. 44.3, 2008,  pp. 3–25.